# 烏略阿 (哥倫比亞)
烏略阿是哥倫比亞的城鎮，位於該國西部，由考卡山谷省負責管轄，距離首府卡利237公里，始建於1922年7月19日，面積45平方公里，海拔高度1,416米，2005年人口5,166。
4°43′N 75°45′W / 4.717°N 75.750°W